# Seregély Márta (keramikus)
Seregély Márta (J. Seregély Márta; Szombathely, 1935. június 14. –) Munkácsy Mihály-díjas keramikus, porcelántervező. 
Iskoláit Szombathelyen végezte, majd 1953-tól Budapesten az Iparművészeti Főiskolán folytatta, ahol 1958-ban végzett. Jelenleg (2019) Budapesten él.

## Életpálya
1959–1960 között a Herendi Porcelángyár tervezője, 1967–1991 között a Hollóházi Porcelángyár tervezője, ahol szilikátipari formatervezéssel foglalkozott (edények, kisplasztikák, térplasztikák). Számos hazai és nemzetközi pályázaton és kiállításon vett részt, ahol több jelentős díjat nyert. 1983-ban megkapta a Munkácsy Mihály-díjat.

## Kiállítások
- 1970 Ljubljana
- 1970, 1972, 1975, 1978, 1988 Pécsi Országos Kerámiai Biennálé
- 1972 Műcsarnok
- 1972 Prága, Pozsony
- 1973 Linz
- 1974 Iparművészeti Múzeum
- 1975 Faenza
- 1977 Berlin
- 1979 Ankara, Isztambul
- 1979 Józsefvárosi Kiállítóterem
- 1982 Duna Galéria
- 1982 Fényes Adolf Terem
- 1982 Miskolci Múzeum

## Díjak, elismerések
- 1966 Országos Edénypályázat I. díj
- 1973 Országos Építészeti Kerámiapályázat különdíjak (kettő)
- 1978 Pécsi Országos Kerámiai Biennálé Különdíj
- 1980 Formatervezési nívódíj
- 1983 Munkácsy Mihály-díj
- 1984 A Zágrábi Nemzetközi Kerámiakiállítás diplomája
- 1985 Formatervezési Nívódíj
- 1985 A Kecskeméti Triennálé díja

## Főbb művei közgyűjteményekben
- Iparművészeti Múzeum: Murális porcelánplasztika (1972), Gubóplasztika I. (porcelán, 1985)
- Kaposvári Múzeum: Gubóplasztika II. (porcelán, 1985)

## Főbb művei középületekben
- Budapesti Radnóti Színház előcsarnoka: Pirogránit falburkolat I. (1978) (a színház legutolsó felújítása során elbontották)
- Zamárdi FIM-üdülő: Pirogránit falburkolat II. (1979)